# Stacja Pomp Rzecznych w Warszawie
Stacja Pomp Rzecznych – stacja pomp znajdująca się przy ul. Czerniakowskiej 124 w Warszawie.

## Historia
Stacja została wybudowana w latach 1883–1886 według projektu Williama Heerleina Lindleya przy ujęciu wody z Wisły jako część nowego wodociągu. Według pierwotnego projektu pompy miały znajdować się w odległości 275 metrów od brzegu. Po ułożeniu wiosną 1884 rury ssącej prowadzącej do rzeki, w czerwcu tego samego roku nastąpił wylew Wisły, jeden z największych w mieście w XIX wieku. W jego wyniku brzeg rzeki odsunął się od rury o około 550 metrów. Podjęto wtedy decyzję o jej przedłużeniu oraz ustabilizowaniu koryta Wisły.
Pobierana z rzeki woda tłoczona była za pomocą pomp poruszanych maszynami parowymi do Stacji Filtrów przy ulicy Koszykowej. Zbudowano cztery przewody tłoczne o średnicach: 760, 900, 900, oraz, w 1930, 1200 mm. W skład pierwotnego kompleksu wybudowanego z klinkierowej cegły wchodziły trzy hale pomp i dwie kotłownie.
W 1928 przewody ssawne wchodzące w nurt Wisły zastąpiono kanałem grawitacyjnym i osadnikiem przybrzeżnym o powierzchni 18 ha i głębokości 3–5 m.
Podczas powstania warszawskiego teren Stacji Pomp Rzecznych kontrolowali Niemcy. 18 września 1944 wysadzili ją w powietrze. Zniszczono nie tylko maszyny i budynki, ale również kolektory i węzły znajdujące się kilka metrów pod ziemią.
Stacja wznowiła pracę 29 maja 1945 z wydajnością 14 tys. m³ wody na dobę dzięki odnalezieniu odpowiedniej pompy w fabryce inż. Twardowskiego i uszkodzonego silnika w Stacji Doświadczalnej na Kaskadzie. Kolejne dwie pompy o wydajności 40 tys. m³ wody na dobę każda dostarczone przez Armię Czerwoną uruchomiono 1 i 15 września 1945.
Stacja stała się częścią Stacji Uzdatniania Wody „Filtry” należącej do Zakładu Centralnego Miejskiego Przedsiębiorstwa Wodociągów i Kanalizacji w Warszawie. Jej południowe ogrodzenie wyznacza południową granicę obszaru MSI Ujazdów i dzielnicy Śródmieście.

## Zabudowania
Z pierwotnego zespołu zabudowań przetrwały nieliczne obiekty:
- Dom mieszkalny kierownictwa wzniesiony w roku 1886 według projektu W. H. Lindleya – wolno stojący, piętrowy, otoczony ogrodem. Wybudowany z klinkierowej cegły, na elewacji frontowej posiada tylko dwie osie okien balkonowych. Cementowe balustrady oszklonego tarasu na parterze i balkonu na pierwszym piętrze otrzymały formę plecionki. Liczące po siedem osi elewacje boczne otrzymały wszystkie okna na piętrze zamknięte łukiem pełnym, na parterze łukiem odcinkowym. Gzyms obiegający budynek posiada wymurowany z cegły ornament. Przy elewacji północnej umieszczona dodatkowo jest zdobiona, drewniana weranda.
- Kamień z tablicą pamiątkową-ustawiony na terenie z okazji pięćdziesięciolecia Wodociągów Warszawskich w roku 1936.
- Zbiornik osadowy o głębokości 4 metrów i powierzchni 17,8 hektara – Osadnik Czerniakowski.

Obok stacji, pod nrem 126a, znajduje się dom mieszkalny pracowników Stacji Pomp Rzecznych wzniesiony około 1932.

## Galeria

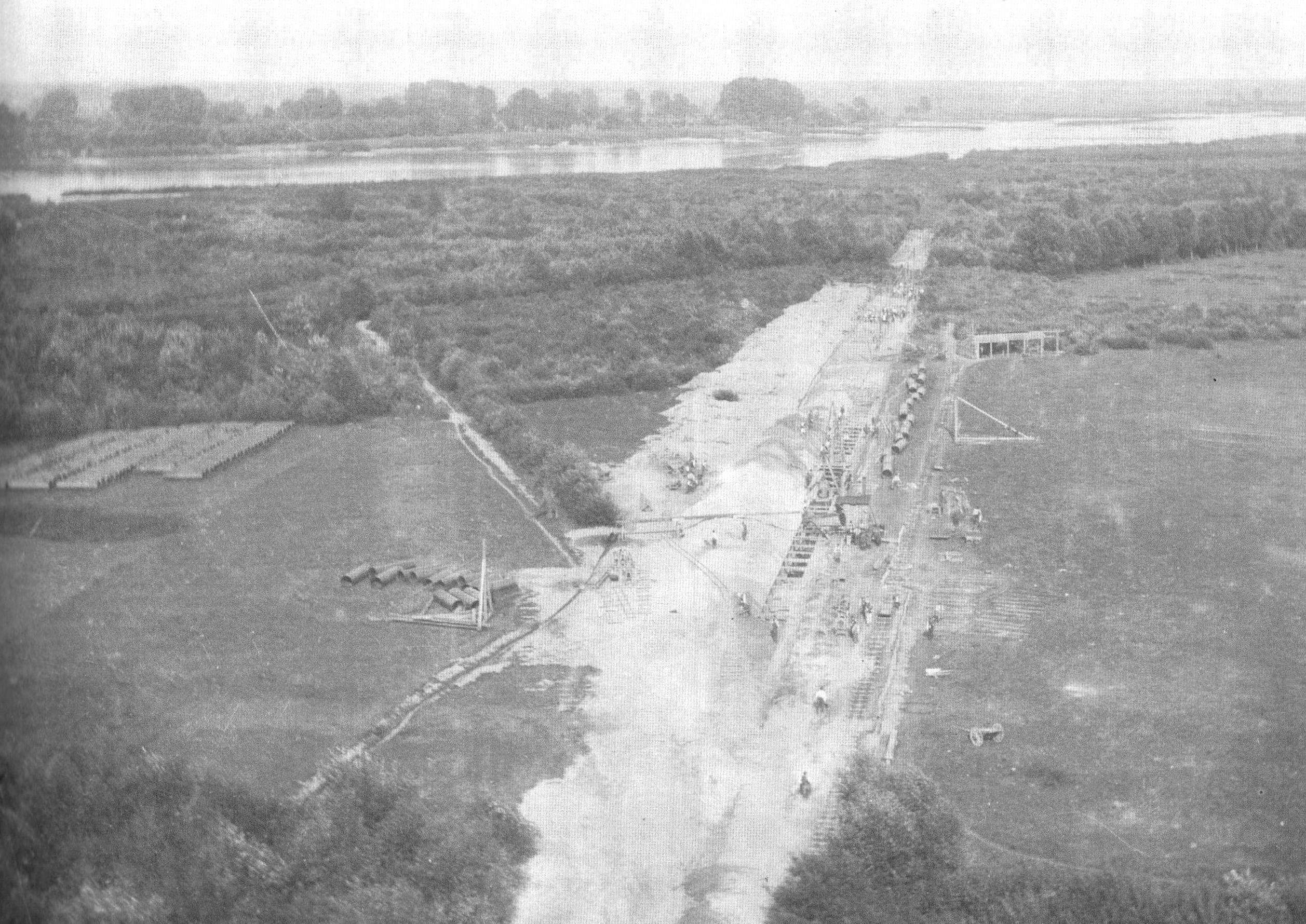
Układanie przewodu ssawnego do Stacji Pomp Rzecznych, około 1884
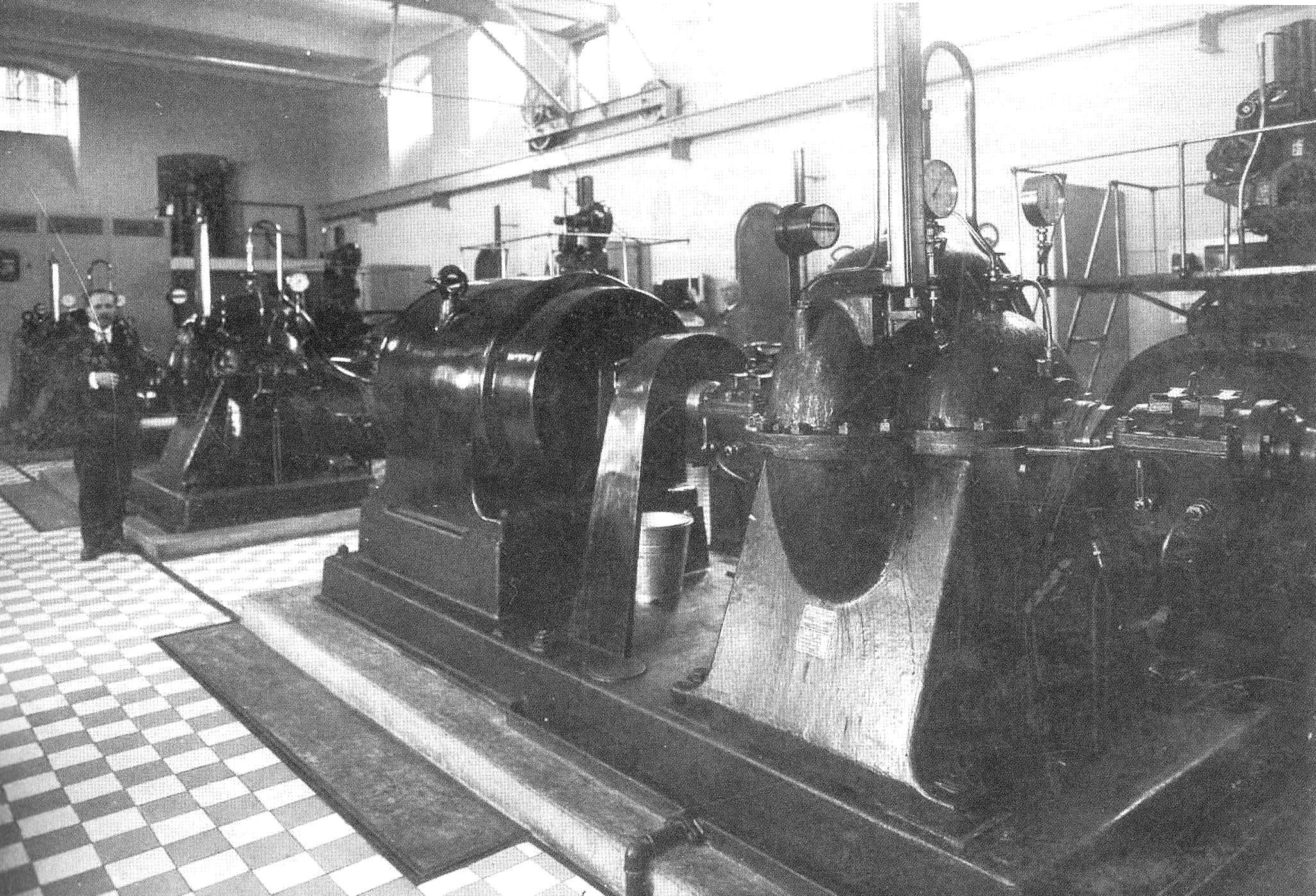
Pierwsze pompy z silnikami elektrycznymi, lata 20. XX wieku
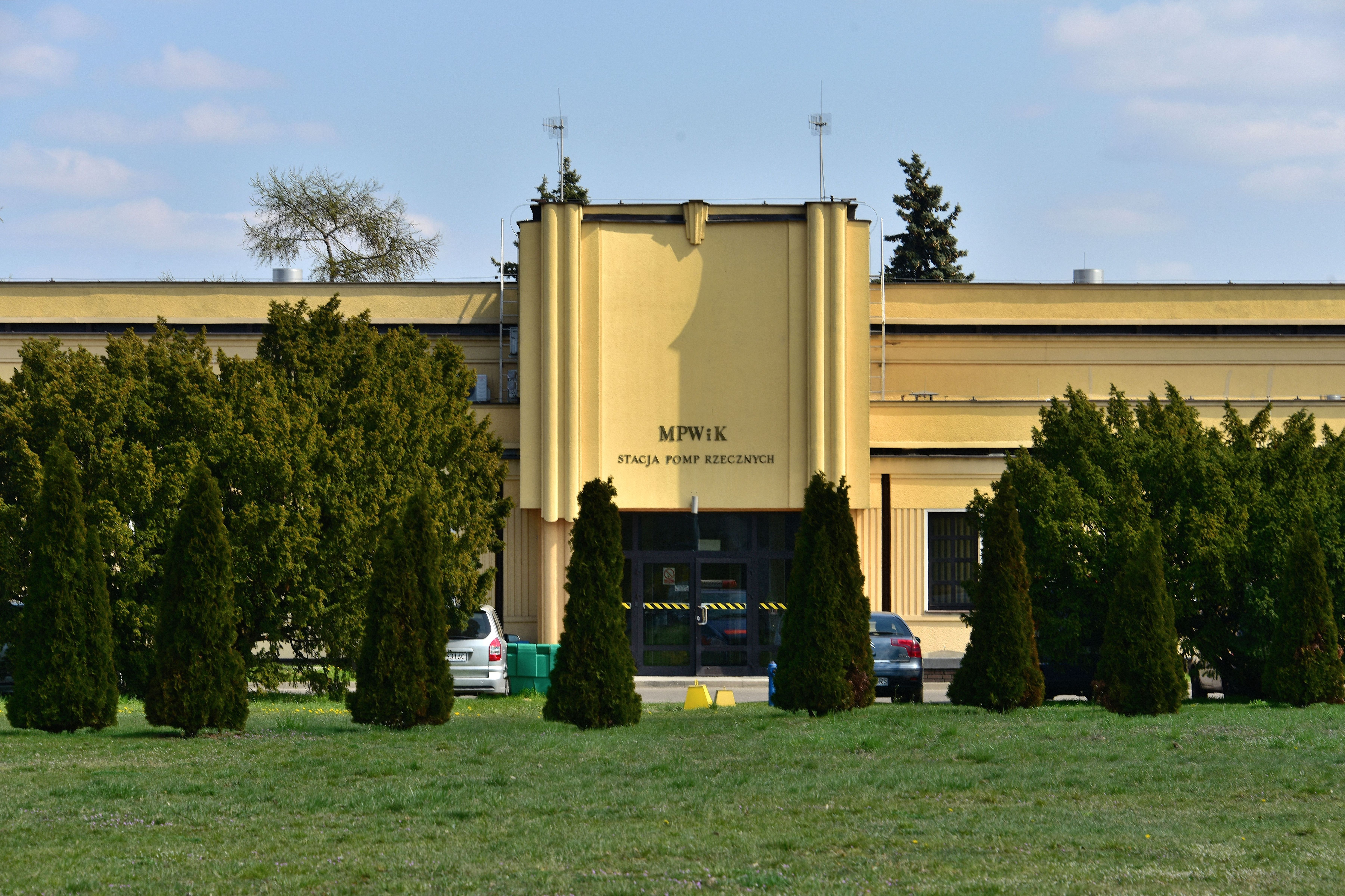
Budynek pompowni od strony zachodniej
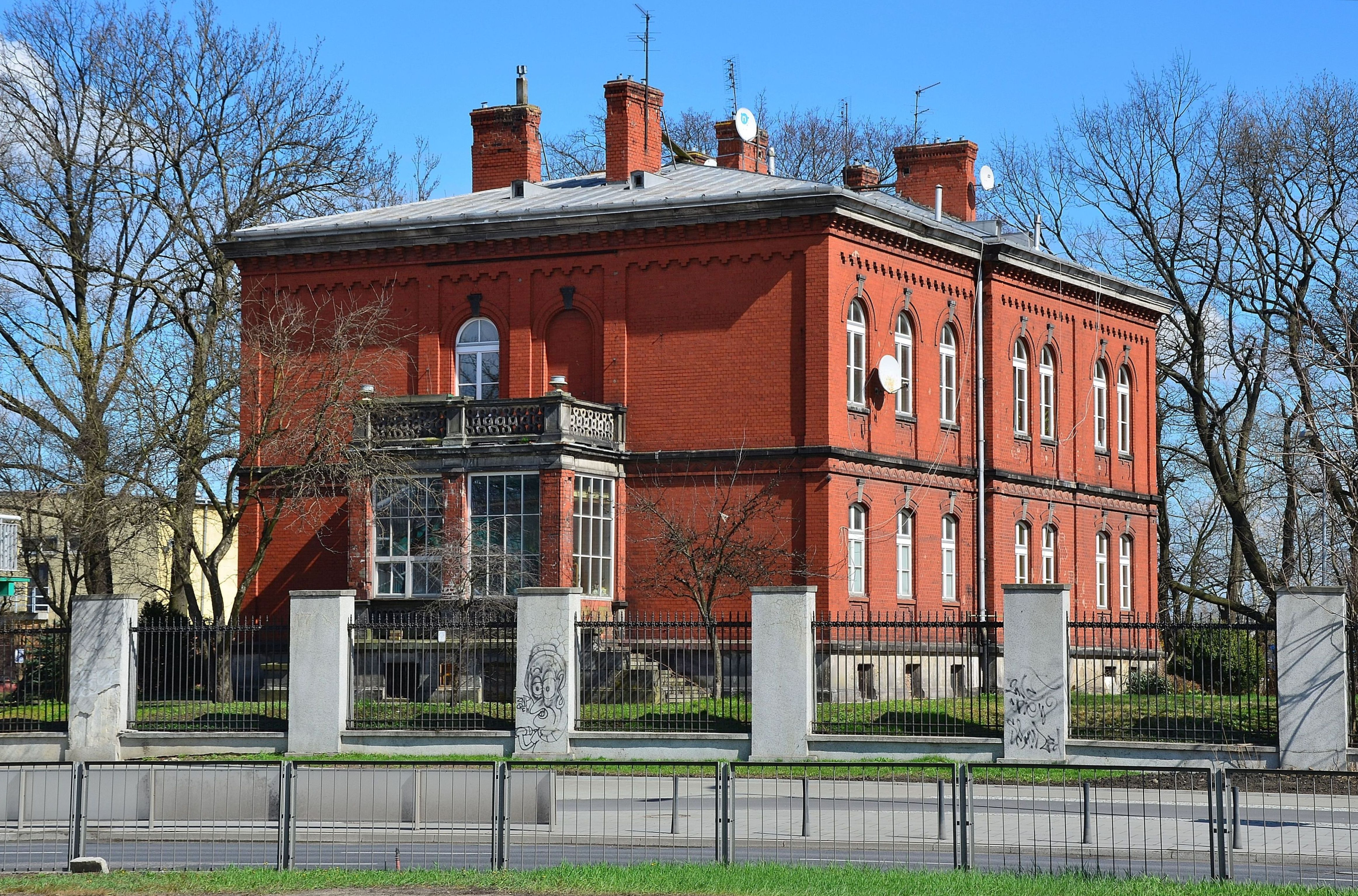
Dom mieszkalny kierownictwa Stacji z 1886